# 上多布绍
上多布绍（匈牙利語：Felsődobsza）是匈牙利包尔绍德-奥包乌伊-曾普伦州所辖的一个村。总面积15.27平方公里，总人口907，人口密度59.4人/平方公里（2011年1月1日）。